# Energy Maneuverability Theory
Energy Maneuverability Theory (pol. Teoria manewrowania energetycznego) – tytuł powstałego w 1965 roku opracowania pułkownika sił powietrznych Stanów Zjednoczonych Johna Boyda oraz matematyka Thomasa Christie, poświęconego zasadom fizyki rządzącym walką powietrzną.
Przedstawiona w opracowaniu teoria, zakładała że walka powietrzna nie jest sztuką jak dotychczas uważano, lecz opiera się na podstawach naukowych, na każdy manewr w walce powietrznej istnieją w odpowiedzi określone kontrmanewry, każdemu zaś z kontrmanewrów, można przeciwdziałać przy pomocy innych kontrmanewrów. Raport ten pokazał, w jaki sposób stan energetyczny statku powietrznego i jego możliwości w zakresie zużycia energii są bezpośrednio powiązane ze zwrotnością operacyjną i wydajnością w kategoriach teorii manewrowości energetycznej. Opracowanie przedstawia analizę zmian stanów energii w zależności od zachowania samolotu w powietrzu, za pomocą liczb przedstawiając manewry samolotu w różnych warunkach. Opracowanie pokazało sposoby zastosowania teorii manewrowości energetycznej, celem pomocy taktykom, dowódcom, planistom i projektantom samolotów w optymalizacji osiągów statków powietrznych. Przedstawiona teoria, zrewolucjonizowała sposób myślenia o walkach powietrznych, sprowadzając je do zasad rządzących zarządzaniem energią samolotu, która umożliwia wykonywanie przez statek powietrzny kolejnych manewrów.
Tezy opracowania zostały zaakceptowane przez amerykańskie siły powietrzne i w oparciu o nie powstały projekty konstrukcji McDonnell Douglas F-15 Eagle, przede wszystkim zaś General Dynamics F-16 Fighting Falcon.